# Dennenschelpzwam
De dennenschelpzwam (Panellus mitis) is een schimmel die behoort tot de familie Mycenaceae. Hij leeft saprotroof op naaldhout in naald- en gemengde bossen, met name op droge, voedselarme zandgrond. Hij groeit op het hout van naaldbomen; op dode bomen, op dode takken die op de grond hangen of liggen, in stapels kreupelhout. Hij is een late herfst- en winterpaddenstoel, de vruchtlichamen verschijnen voornamelijk van september tot april, maar soms verschijnen ze ook in de zomer. Hij veroorzaakt bruinrot in het aangetaste hout. Hij leeft bij voorkeur in koele, regenachtige gebieden. 

## Kenmerken

### Uiterlijke kenmerken
Vruchtlichaam
De ronde tot schelpvormige vruchtlichamen staan in groepen of in dakpanachtige gazons. Ze zijn ongeveer 0,5 tot 3 cm breed, wit met een roze tint als ze jong zijn, worden vleesbruin met de leeftijd en hebben een scherpe, fijn gefranjerde rand. Het oppervlak van de hoed is mat tot zijdeachtig glanzend, fijn radiaal gerimpeld en hygrofaan (wordt lichter in vlekken) als het nat is. De hoedenhuid is taai, rubberachtig en gemakkelijk af te trekken.
Lamellen
De lamellen zijn wit, worden met de jaren bleek oker. Ze staan dicht op elkaar en aflopend op de steel. De lamellenrand kan als een geleiachtige draad worden afgetrokken. 
Steel
De steel is zijdelings en kort tot rudimentair (lengte 2 tot 5 mm, dikte 3 tot 5 mm). Hij is lateraal, kort, driehoekig in dwarsdoorsnede en vol. Wit oppervlak, bedekt met fijne schubben. In het oppervlak zijn gedeeltelijk roze- of olijftinten te herkennen. Soms ontbreekt de steel.
Sporenprint
De sporenprint is wit. 
Smaak
Het vlees smaakt mild.

### Microscopische kenmerken
De sporen zijn hartvormig, amyloïde en meten 3,5-5 × 1-1,5 µm.

## Verspreiding
De dennenschelpzwam komt voor in Noord-Amerika en Europa. In Midden-Europa is hij heel algemeen.
In Nederland komt de dennenschelpzwam algemeen voor. Hij staat niet op de rode lijst en is niet bedreigd.

## Taxon
Dit taxon werd voor het eerst wetenschappelijk beschreven in 1796 door Christiaan Hendrik Persoon, die het Agaricus mitis noemde. De huidige naam, erkend door Index Fungorum, werd er in 1936 door Rolf Singer aan gegeven, waardoor hij werd overgedragen aan het geslacht Panellus.